# 龍神岳
龍神岳（りゅうじんだけ）は、和歌山県田辺市龍神村と奈良県吉野郡十津川村との境にある標高1,382mの山。和歌山県最高峰で山名は2009年に命名された。

## 概要
龍神岳は和歌山県の最高峰であるが、2000年（平成12年）の国土地理院調査で、約700m西の護摩壇山より10m高いことが判明するまでは護摩壇山が最高峰として認知されていた。標高が判明してしばらくは名前が付けられなかったが、2008年（平成20年）に田辺市が全国から名称の公募を開始し、翌年3月3日に、最も応募の多かった「龍神岳」を「雄大・神秘的で親しまれる名称」として命名した。